# Совместное владение

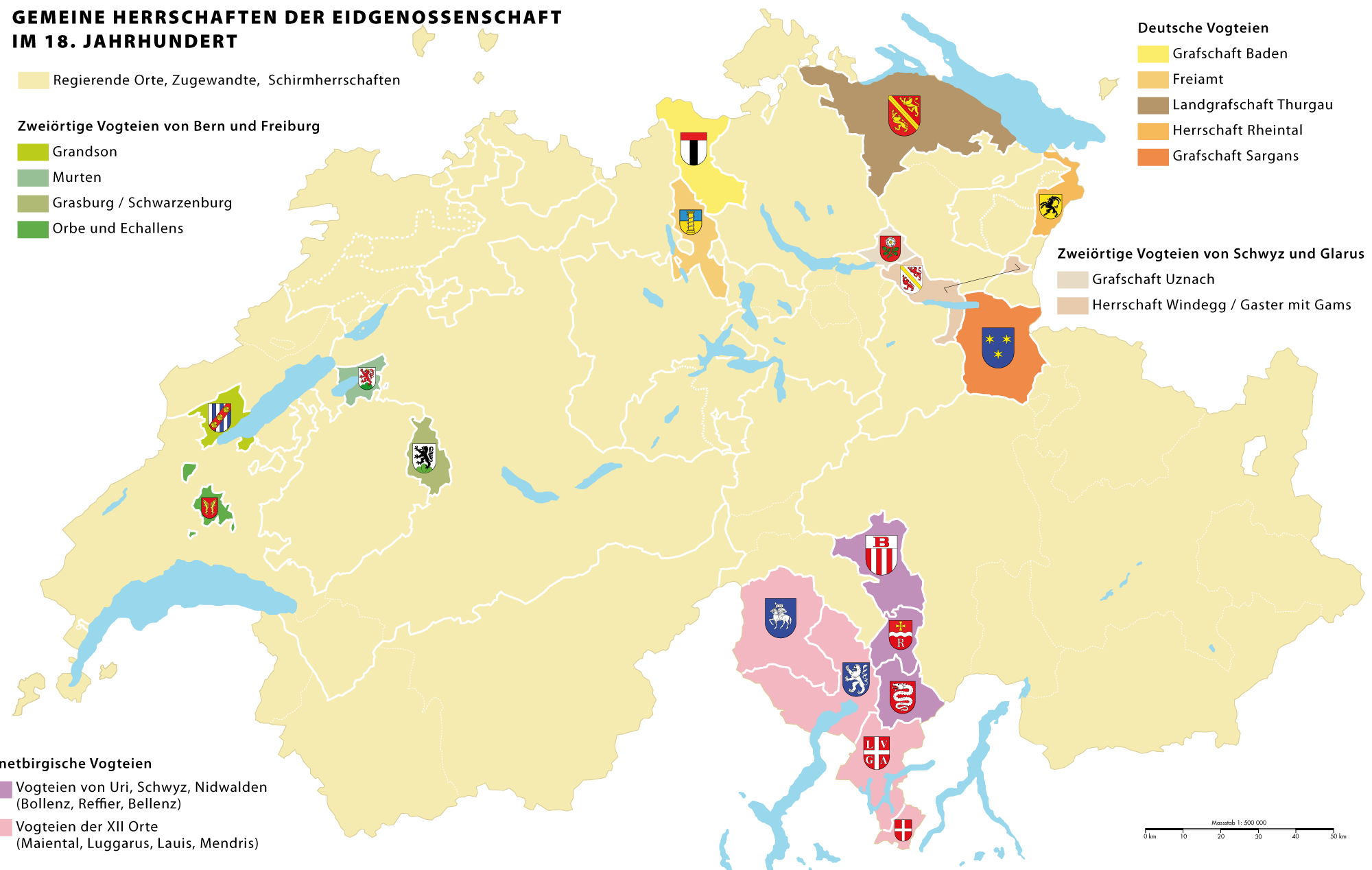
Швейцария и её бейливики в XVIII веке.

В Старом Швейцарском союзе до 1798 года общими владениями были те области, которые были завоеваны совместно несколькими из тринадцати правивших старых городов и управлялись совместно как бейливики. Количество и сочетание правящих мест сильно различались. После Тоггенбургской войны в 1712 году реформированные кантоны навязали новый состав руководящих мест в немецких общих бейливиках.

## Немецкие общие бейливики
«Немецкие общие бейливики» располагались в Ааргау и восточной Швейцарии. Они были приобретены во время войн с Габсбургами.
- Фрайамт (1415); VII места (без Берна), после 1712 г. Oberes Freiamt: VIII места, Unteres Freiamt: Цюрих, Берн, Гларус
- Графство Баден (1415); VIII места, после 1712 г. Цюрих, Берн, Гларус
- Графство Зарганс (1460/83); VII место (без Берна), после 1712 г. — VIII место
- Ландграфство Тургау (1460); VII места (без Берна), после 1712 г. — VIII место
- Бейливик долины Рейна (1490); VIII места (без Берна с Аппенцеллем), после 1712 г. — VIII места и Аппенцелль

## Трансальпийские бейливики

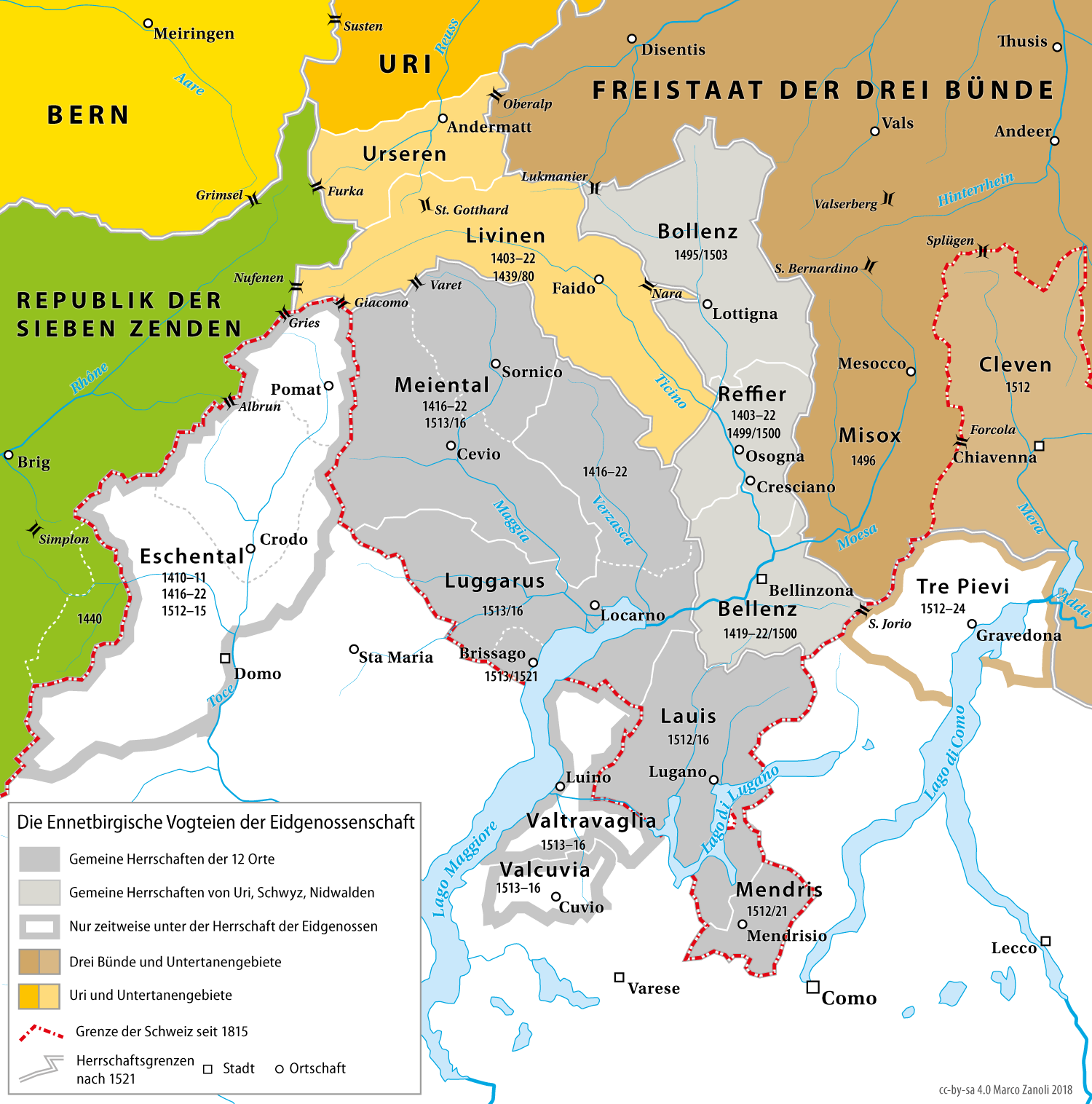
Трансальпийские бейливики.

Ennetbirgische или Трансальпийские бейливики располагались на территории нынешнего кантона Тичино. Они были приобретены у Миланского герцогства в ходе трансальпийских походов швейцарцев. Правление Конфедерации над долинами Травалья и Кувио, а также над Эшенталем было спорным и длилось недолго. Бейливики управлялись теми местами, которые участвовали в завоевании. В случае южных бейливиков это были все места, кроме Аппенцелля.

### Ури, Швиц и Нидвальден
- Ривьера (1403—1422, 1495)
- Бленио (1477-80, 1495)
- Беллинцона (1500)

### Под властью 12 кантонов
- Майенская долина (1512)
- Лугано (1512)
- Локарно (1512)
- Мендризио (1512)
- Вал Траваджлия (1512-15)
- Вал Кувия (1512-15)
- Оссолоата (1512-15)

## Другие общие владения и бейливики
Некоторые из зонтичных бейливиков (протекторатов) Старой Конфедерации также часто называют «общими владениями», потому что несколько мест находятся под общим покровительством.
- деревня Герзау (1332); Люцерн, Ури, Швиц, Унтервальден
- Аббатство Беллелай (1414); Берн, Биль, Золотурн. Находится под суверенитетом епископального княжества Базель.
- Аббатство Энгельберг (1425); Люцерн, Ури, Швиц, Унтервальден
- Аббатство Святого Галла (1451); Цюрих, Люцерн, Швиц, Гларус. В то же время княжеское аббатство является местом облицовки.
- Графство Рапперсвиль (1458); до 1712 г.: Ури, Швиц, Унтервальден, Гларус, с 1712 г. Цюрих, Берн, Гларус
- Графство Тоггенбург (1436); до 1718 г.: Швиц, Гларус, затем Цюрих, Берн. В то же время Тоггенбург подчиняется аббатству Санкт-Галлена.
- Аббатство Пфеферс (1460—1483); Цюрих, Люцерн, Ури, Швиц, Унтервальден, Цуг, Гларус; 1483 г. в графстве Зарганс
- Графство Невшатель (1512—1529); XII место